# Skierniewice (gmina)
Skierniewice est une commune (en polonais : gmina) rurale du district (powiat) de Skierniewice (voïvodie de Łódź), dans le centre de la Pologne. Son siège est la ville de Skierniewice, bien qu'elle ne fasse pas partie du territoire de la commune.
Elle couvre une superficie de 131,67 km2 et sa population est de 6 736 habitants.

## Géographie
La commune inclut les villages de Balcerów, Borowiny, Brzozów, Budy Grabskie, Dąbrowice, Dębowa Góra, Józefatów, Julków, Ludwików, Miedniewice, Miedniewice-Topola, Mokra, Mokra Lewa, Mokra Prawa, Nowe Rowiska, Nowy Ludwików, Pamiętna, Pruszków, Ruda, Rzeczków, Rzymiec, Samice, Sierakowice Lewe, Sierakowice Prawe, Stare Rowiska, Strobów, Wola Wysoka, Wólka Strobowska, Zalesie et Żelazna.
Elle jouxte la ville de Skierniewice et les communes de Bolimów, Głuchów, Godzianów, Łyszkowice, Maków, Nieborów, Nowy Kawęczyn, Puszcza Mariańska et Rawa Mazowiecka.